# Великий колокол Дхаммазеди
Вели́кий ко́локол Дхаммазе́ди (бирм. ဓမ္မစေတီခေါင်းလောင်းကြီး [dəma̰zèdì kʰáʊɴláʊɴ dʑí]) — вероятно, самый крупный колокол, когда-либо созданный руками человека. Он был отлит в 1484 году по приказу Дхаммазеди, короля Хантавади (Пегу) в качестве подарка для пагоды Шведагон в Дагоуне (ныне часть Янгона, столицы Мьянмы).

## История
Около 1480 года король Дхаммазеди приказал провести перепись своих подданных. Однако чиновники решили не только переписать подданных, но и собрать с них дополнительные налоги. Узнав об этом, король был недоволен. Чтобы смягчить гнев правителя, чиновники предложили пустить собранные деньги на изготовление колокола для города.
Перед отливкой колокола в 1484 году астролог короля Дхаммазеди посоветовал ему перенести дату, потому что работа началась в неблагоприятное время влияния созвездия Крокодила, и готовый колокол не будет производить никаких звуков. Сообщается, что первый звук колокола был неприятным.
Согласно источникам того времени, колокол был отлит из 180 000 виссов (294 тонн) сплава, который включал серебро и золото, а также медь и олово. Он также был инкрустирован изумрудами и сапфирами. Размеры колокола описываются как двенадцать локтей в высоту (ок. 6 м) и восемь локтей в ширину (ок. 3,6 м).
В 1583 году пагоду Шведагон посетил венецианский купец Гаспаро Бальби. Он описал Великий колокол Дхаммазеди в своём дневнике. По его описанию, на Великом колоколе были выгравированы загадочные символы:

...В зале находился очень большой колокол, который мы измерили, и обнаружили, что он имеет семь шагов и три ширины ладони в окружности, и что весь он от верха до низа покрыт письменами так плотно, что они налезают друг на друга; они очень хорошо видны, но нет ни одного народа, который мог бы их прочесть, даже сам народ Пегу не помнит, ни что там написано, ни что там изображено.
Оригинальный текст (итал.)...Trouammo in una sala una grandissima campagna, che misurata da noi, la trouammo sette passa e tre palmi, & è tutta piena di lettere dalla cima sino al basso tanto strette, che l'vna tocca l'altra, & sono molto ben fatte, nette, & pulite: ma non si troua nation veruna, che le possa intendere, nè anche gli huomini stessi del Pegù, & non hanno nè anche memoria, onde ella sia venuta, nè come vi sia stata portata.

## Кража из пагоды Шведагон
Европейские путешественники и купцы начали налаживать контакты в Бирме в начале XVI века. Португальский авантюрист Филипе де Бриту-э-Никоте прибыл в Нижнюю Бирму в 1590-х годах. В то время Сириам (ныне известный как Танхльин) был самым важным морским портом в бирманском королевстве Таунгу.
В 1599 году де Бриту возглавил войско араканцев, разграбив с ним Сириам и Пегу, столицу Нижней Бирмы. Араканский король назначил де Бриту губернатором Сириама. К 1600 году де Бриту расширил свои владения до окрестностей Дагоуна. В 1603 году де Бриту объявил о независимости от араканского короля и установлении в его владениях португальского владычества под властью Айреса де Салдана, вице-короля Португальской Индии.
В 1608 году де Бриту и его люди решили расплавить колокол Дхаммазеди, чтобы отлить новые пушки для кораблей. Колокол сняли с пагоды Шведагон и покатили к плоту на ручье Пасундаунг. Отсюда до реки Пегу его тащили слоны. На реке плот и колокол были привязаны к флагманскому кораблю де Бриту для перевозки через реку Сириам. Однако нагрузка на плот оказалась слишком велика. В месте впадения реки Пагу в реку Янгон плот развалился, и колокол пошёл на дно, утянув за собой корабль де Бриту.
Бирманские войска отбили Сириам в сентябре 1613 года. Де Бриту был казнён.

Некоторые исторические источники утверждают, что Великий колокол был виден в реке (по крайней мере, во время отлива) вплоть до конца XIX века.

## Нынешнее местоположение
Великий колокол Дхаммазеди, вероятно, похоронен под семью или восемью метрами ила. Многочисленные попытки обнаружить и поднять колокол до сих пор не увенчались успехом. Река в этом месте мутная, и видимость под водой крайне низкая. Также поиски затрудняет тот факт, что в этом месте произошло не меньше трёх кораблекрушений. Великий колокол лежит между обломками двух голландских ост-индских кораблей и остатками галеона де Бриту.

В 2014 году сообщалось, что за последние 25 лет было проведено по меньшей мере семь серьёзных попыток найти легендарный колокол. Народ Мьянмы считает Великий колокол национальным достоянием и символом буддийской веры. По этой причине весьма вероятно, что попытки найти потерянный колокол будут продолжаться и впредь.